# Héctor Rebaque
Héctor Alonso Rebaque (Mexikóváros, 1956. február 5.) mexikói autóversenyző.

## Pályafutása
1977-ben egy Heskethtel mutatkozott be a Formula–1-es mezőnyben. Egy évvel később már egy Lotus 78-assal versenyzett, nem sok sikerrel. A következő évben Lotus 79-essel versenyzett, de a siker ebben az évben is elmaradt, az utolsó három futamra rendelt magának egy karosszériát, és azzal versenyzett. Az idény második felében a Brabham-hez igazolt, Ricardo Zunino helyét foglalta el, és Nelson Piquet csapattársa lett. 1981-ben a csapat nagyszerű kocsijával három, a San Marinói, Német és a holland nagydíjon is negyedik lett.
1982-ben rövid ideig az Indycar sorozatban versenyzett, majd visszavonult.

## Eredményei

### Teljes Formula–1-es eredménysorozata
(Táblázat értelmezése)

(Félkövér: pole-pozícióból indult; dőlt: leggyorsabb kört futott) 

| Év   | Csapat               | 1      | 2      | 3      | 4      | 5      | 6      | 7      | 8      | 9      | 10     | 11     | 12     | 13     | 14     | 15     | 16     | 17  | Helyezés | Pont |
| ---- | -------------------- | ------ | ------ | ------ | ------ | ------ | ------ | ------ | ------ | ------ | ------ | ------ | ------ | ------ | ------ | ------ | ------ | --- | -------- | ---- |
| 1977 | Hesketh Racing       | ARG    | BRA    | RSA    | USW    | ESP    | MON    | BEL Nk | SWE Nk | FRA Nk | GBR    | GER Ki | AUT Nk | NED Nk | ITA    | USA    | CAN    | JPN | -        | 0    |
| 1978 | Team Rebaque         | ARG Nk | BRA Ki | RSA 10 | USW Nk | MON Nk | BEL Nk | ESP Ki | SWE 12 | FRA Nk | GBR Ki | GER 6  | AUT Ki | NED 11 | ITA Nk | USA Ki | CAN Nk |     | 19.      | 1    |
| 1979 | Team Rebaque         | ARG Ki | BRA Nk | RSA Ki | USW Ki | ESP Ki | BEL Ki | MON    | FRA 12 | GBR 9  | GER Ki | AUT Nk | NED 7  | ITA Nk | CAN Ki | USA Nk |        |     | -        | 0    |
| 1980 | Parmalat Racing Team | ARG    | BRA    | RSA    | USW    | BEL    | MON    | FRA    | GBR 7  | GER Ki | AUT 10 | NED Ki | ITA Ki | CAN 6  | USA Ki |        |        |     | 20.      | 1    |
| 1981 | Parmalat Racing Team | USW Ki | BRA Ki | ARG Ki | SMR 4  | BEL Ki | MON Nk | ESP Ki | FRA 9  | GBR 5  | GER 4  | AUT Ki | NED 4  | ITA Ki | CAN Ki | CPL Ki |        |     | 10.      | 11   |

## Fordítás
- Ez a szócikk részben vagy egészben  a   Hector Rebaque című angol Wikipédia-szócikk fordításán alapul.  Az eredeti cikk szerkesztőit annak laptörténete sorolja fel. Ez a jelzés csupán a megfogalmazás eredetét és a szerzői jogokat jelzi, nem szolgál a cikkben szereplő információk forrásmegjelöléseként.

## Külső hivatkozások
- Profilja a grandprix.com honlapon (angolul)
- Profilja a statsf1.com honlapon (angolul)